# فين ويبرغ
فين ويبرغ (بالدنماركية: Finn Wiberg)‏ هو لاعب كرة قدم دنماركي في مركز الهجوم، ولد في 7 مايو 1943 في الدنمارك في مملكة الدنمارك. شارك مع منتخب الدنمارك تحت 21 سنة لكرة القدم ومنتخب الدنمارك لكرة القدم. أما مع النوادي، فقد لعب مع إي أس نانسي ونادي بيل-بيين ونادي نوردشيلاند.

## وصلات خارجية
- فين ويبرغ على موقع قاعدة بيانات كرة القدم.إي يو (الإنجليزية)
- فين ويبرغ على موقع ناشيونال فوتبول تيمز (الإنجليزية)